# كاميرون لورانس
كاميرون لورانس (بالإنجليزية: Cameron Lawrence)‏ هو لاعب كرة قدم أمريكية أمريكي، ولد في 20 يناير 1991 في كولدووتر في الولايات المتحدة.

## وصلات خارجية
- كاميرون لورانس على موقع مرجع كرة القدم المحترفة.كوم (الإنجليزية)